# Élections législatives de 1871 dans l'Aisne
Les élections législatives françaises de 1871 se déroulent les 8 février et 2 juillet 1871. Dans le département de l'Aisne, onze députés sont à élire dans le cadre d'un scrutin de liste majoritaire.

## Mode de scrutin
Ces élections se sont déroulées au scrutin de liste majoritaire départemental à un tour, en reprenant l'essentiel des dispositions de la loi électorale du 15 mars 1849 : la liste arrivée en tête remporte l'intégralité des sièges à pourvoir dans le département. Les candidatures multiples sont autorisées : un même candidat peut se présenter dans plusieurs départements différents.

## Élus
| Député                      | Parti / Idéologie | Parti / Idéologie   |
| --------------------------- | ----------------- | ------------------- |
| M. Charles Fouquet          |                   | Centre gauche       |
| M. Gaston Ganault           |                   | Gauche modérée      |
| M. Jean-Baptiste Godin      |                   | Gauche républicaine |
| M. Aimé Leroux              |                   | Centre gauche       |
| M. François Malézieux       |                   | Gauche républicaine |
| M. Henri Martin             |                   | Gauche républicaine |
| M. Joseph Soye              |                   | Gauche républicaine |
| M. Edmond de Tillancourt    |                   | Centre gauche       |
| M. Edmond Turquet           |                   | Gauche républicaine |
| M. Henri Villain            |                   | Gauche républicaine |
| M. William Henry Waddington |                   | Centre gauche       |

## Résultats

### Résultats à l'échelle du département

#### 8 février 1871
| Candidat    | Candidat                 | Parti               | Premier tour | Premier tour | Sièges |  |
| Candidat    | Candidat                 | Parti               | Voix         | %            | Sièges |  |
| ----------- | ------------------------ | ------------------- | ------------ | ------------ | ------ |  |
|             | François Malézieux       | Gauche républicaine | 73 743       | 83,97        | 1      |  |
|             | Jules Favre*             | Gauche républicaine | 70 326       | 80,08        | 0      |  |
|             | William Henry Waddington | Centre gauche       | 69 575       | 79,22        | 1      |  |
|             | Aimé Leroux              | Centre gauche       | 65 860       | 74,99        | 1      |  |
|             | Henri Martin             | Gauche républicaine | 63 595       | 72,41        | 1      |  |
|             | Edmond de Tillancourt    | Centre gauche       | 57 166       | 65,09        | 1      |  |
|             | Henri Villain            | Gauche républicaine | 46 017       | 52,40        | 1      |  |
|             | Edmond Turquet           | Gauche républicaine | 42 287       | 48,15        | 1      |  |
|             | Joseph Soye              | Gauche républicaine | 41 945       | 47,76        | 1      |  |
|             | Jean-Baptiste Godin      | Gauche républicaine | 41 068       | 46,76        | 1      |  |
|             | Charles Fouquet          | Centre gauche       | 38 489       | 43,83        | 1      |  |
|             |                          |                     |              |              |        |  |
|             | Adolphe Thiers           | Centre gauche       | 37 822       | 43,07        | 0      |  |
|             | Gaston Ganault           | Gauche modérée      | 26 995       | 30,74        | 0      |  |
|             | Augustin Cochin          | Libéral             | 25 146       | 28,63        | 0      |  |
|             | Etienne Choron           | Centre gauche       | 23 163       | 26,37        | 0      |  |
|             | Victor Deviolaine        | Orléaniste          | 16 933       | 19,28        | 0      |  |
|             |                          |                     |              |              |        |  |
| Inscrits    | Inscrits                 | Inscrits            | 157 845      | 100,00       |        |  |
| Abstentions | Abstentions              | Abstentions         | 70 022       | 44,36        |        |  |
| Votants     | Votants                  | Votants             | 87 823       | 55,64        |        |  |

*Jules Favre — également élu dans les départements de l'Ain, du Bas-Rhin, du Rhône, de la Seine et de la Seine-et-Oise  — choisit de siéger comme représentant du Rhône.

#### 2 juillet 1871
| Candidat       | Candidat       | Parti          | Premier tour | Premier tour | Sièges |  |
| Candidat       | Candidat       | Parti          | Voix         | %            | Sièges |  |
| -------------- | -------------- | -------------- | ------------ | ------------ | ------ |  |
|                | Gaston Ganault | Gauche modérée | 38 210       | 54,46        | 1      |  |
|                | Louis Vinchon  | Bonapartiste   | 31 950       | 45,54        | 0      |  |
|                |                |                |              |              |        |  |
| Inscrits       | Inscrits       | Inscrits       | 157 259      | 100,00       |        |  |
| Abstentions    | Abstentions    | Abstentions    | 78 806       | 50,11        |        |  |
| Votants        | Votants        | Votants        | 78 453       | 49,89        |        |  |
| Blancs et nuls | Blancs et nuls | Blancs et nuls | 8 293        | 10,57        |        |  |
| Exprimés       | Exprimés       | Exprimés       | 70 160       | 89,42        |        |  |